# Laurinburg
Laurinburg is een plaats (city) in de Amerikaanse staat North Carolina, en valt bestuurlijk gezien onder Scotland County.

## Demografie
Bij de volkstelling in 2000 werd het aantal inwoners vastgesteld op 15.874.
In 2006 is het aantal inwoners door het United States Census Bureau geschat op 15.766, een daling van 108 (-0.7%).

## Geografie
Volgens het United States Census Bureau beslaat de plaats een oppervlakte van
32,5 km², waarvan 32,1 km² land en 0,4 km² water. Laurinburg ligt op ongeveer 66 m boven zeeniveau.

## Plaatsen in de nabije omgeving
De onderstaande figuur toont nabijgelegen plaatsen in een straal van 20 km rond Laurinburg.

## Geboren
- Woody Shaw (1944-1989), jazztrompettist
- William McArthur (1951), astronaut